# Nowy cmentarz żydowski w Nowym Korczynie
Nowy cmentarz żydowski w Nowym Korczynie – kirkut służący społeczności żydowskiej zamieszkującej niegdyś Nowy Korczyn. Powstał w 1765. Znajduje się na terenie zwanym Grotniki Duże, na północny wschód od centrum miejscowości. Został zniszczony podczas II wojny światowej. Obecnie na jego terenie znajduje się łąka. Nie zachowały się żadne nagrobki.